# إيان دوجالد مكلاكلان
إيان دوجالد مكلاكلان (بالإنجليزية: Ian Dougald McLachlan)‏ (و. 1911 – 1991 م) هو طيار بطل أسترالي، ولد في ملبورن، ويحمل رتبة عسكرية Air vice-marshal (Australia) ‏، توفي في سيدني، عن عمر يناهز 80 عاماً.

## التعليم
تعلم في الكلية العسكرية الملكية ‏
.

## الخدمة العسكرية
خدم في القوات الجوية الملكية الأسترالية.

## جوائز
حصل على جوائز منها:
- نيشان الامبراطورية البريطانية من رتبة قائد
- نيشان الحمام من رتبة مرافق  [لغات أخرى]‏
- Distinguished Flying Cross (United Kingdom) [الإنجليزية]‏